# Kaesong
Kaesŏng (Gaeseong, Hangul: 개성) e un oraș în provincia Hwanghae de Nord, Coreea de Nord (DPRK) și fosta capitală a Coreei în timpul Dinastiei Koryo.
Orașul este situat în apropierea Regiunii Industriale Kaesŏng și conține ruinele palatului Manwoldae. Purta numele de Songdo în timpul în care era capitala regatului Koryo.
A prosperat ca oraș comercial ce producea mai ales ginseng.
Este acum centrul industriei ușoare din Coreea de Nord și avea în 2008 o populație de 308,440.